# 皮耶路易吉·马尔佐拉蒂
皮耶路易吉·马尔佐拉蒂（義大利語：Pierluigi Marzorati，1952年9月12日—），意大利男子篮球运动员。他曾代表意大利获得1980年夏季奥运会篮球比赛男子银牌。他也参加了1972年、1976年和1984年夏季奥运会。